# Тосе (Савона)
Тосе је насеље у Италији у округу Савона, региону Лигурија.
Према процени из 2011. у насељу је живело 170 становника. Насеље се налази на надморској висини од 189 м.